# 閑羅瀬町
閑羅瀬町（しずらせちょう）は、愛知県豊田市の地名。

## 地理
- 豊田市の北東部にあり、矢作川左岸及び奥矢作湖に沿っている。
- 旭地区（旧東加茂郡旭町の町域にほぼ相当する）に属する。
- 北から東にかけて岐阜県恵那市串原、南東で牛地町・小滝野町、南の一点で余平町、南西で万町町、西で時瀬町と接する。
- 町域北部では、矢作川が矢作ダムを過ぎたところで大きく蛇行し、人家はこの蛇行により湾曲した部分の河岸付近に点在している。
- なお、矢作川を挟んで北西位置にあたる岐阜県側(恵那市串原)にも、同名の「閑羅瀬」という集落がある。元は県境(国境)を跨いで同じ集落であったと考えられる[4]。
- 産業は農林業が中心であるが[5]、1971年（昭和46年）には矢作ダムの造成工事に伴い、住民の約半数が離農した[5]。

## 歴史

### 沿革
- 江戸期には閑羅瀬村として三河国加茂郡に所属していた[5]。
  - なお、寛永期の『三河国村々高附』においては「しづらせ」、天保期の郷帳においては「閑羅瀬」と表記されている[6]。
- 1635年（寛永12年）当時- 幕府の直轄地であった[4]。
- 1698年（元禄11年）- 旗本京極高金の知行地となる[4]。
- 1709年（宝永6年）- 京極家が後嗣を残すことなく断絶したため、再び幕府の直轄地となる[4]。
- 1869年（明治2年）- 重原藩領となる[4]。
- 1878年（明治11年）- 郡区町村編制法施行により、加茂郡が東加茂郡と西加茂郡に分割される。それに伴い、所属が加茂郡から東加茂郡に変更される[5]。
- 1889年（明治22年）10月1日- 町村制施行により、閑羅瀬村、小滝野村、牛地村、田津原村が合併して東加茂郡生駒村が誕生し[7]、閑羅瀬村は生駒村大字閑羅瀬に変更される[5]。
- 1906年（明治39年）5月1日- 生駒村、介木村、野見村、築羽村が合併して旭村が誕生し[8]、生駒村大字閑羅瀬は旭村大字閑羅瀬に変更される[5]。
- 1967年（昭和42年）4月1日- 旭村が町制を施行し旭町になる。これに伴い、住所表示が旭町大字閑羅瀬に変更される[5]。
- 2005年（平成17年）4月1日- 旭町の豊田市への編入に伴い、住所表示が豊田市閑羅瀬町に変更される。

## 世帯数と人口
2019年（令和元年）7月1日現在の世帯数と人口は以下の通りである。
| 町丁     | 世帯数 | 人口 |
| -------- | ------ | ---- |
| 閑羅瀬町 | 10世帯 | 26人 |

### 人口の変遷
国勢調査による人口の推移
| 2005年（平成17年） | 35人 | [ 9 ]  |  |
| 2010年（平成22年） | 39人 | [ 10 ] |  |
| 2015年（平成27年） | 25人 | [ 11 ] |  |

## 学区
市立小・中学校に通う場合、学区は以下の通りとなる。
| 番・番地等 | 小学校             | 中学校           |
| ---------- | ------------------ | ---------------- |
| 全域       | 豊田市立小渡小学校 | 豊田市立旭中学校 |

## 寺社
- 七神社

旧閑羅瀬村村社。由緒や創建年代などははっきりしていない。

## 文化財

### 散布地
- 松根（まつね）遺跡[13]
- 大切（おおぎり）遺跡- 豊田市指定[13]

いずれの遺跡も縄文時代のものである。

## その他

### 日本郵便
- 郵便番号 : 444-2841[2]（集配局：旭郵便局[14]）。